# Katie Summerhayes
Katie Summerhayes, née le 8 octobre 1995, est une skieuse acrobatique britannique spécialiste de slopestyle. 

## Carrière
Le 18 février 2014, elle termine deuxième de la manche de Coupe du monde de Silvaplana, 19 ans après le dernier podium obtenu par une skieuse britannique. Début 2014, elle est engagée aux Jeux olympiques de Sotchi, où elle atteint la finale du slopestyle et termine septième. En avril 2014, elle est sacrée championne du monde junior de slopestyle à Valmalenco. Lors des Championnats du monde 2015, elle remporte la médaille d'argent en slopestyle et est la première britannique à monter sur un podium mondial.

## Palmarès

### Jeux olympiques
| Édition/Discipline | slopestyle |
| JO 2014 à Sotchi   | 7e         |

### Championnats du monde
| Édition/Discipline             | half-pipe | slopestyle |
| Mondiaux 2011 à Park City      | 14e       | 11e        |
| Mondiaux 2013 à Voss-Myrkdalen |           | 4e         |
| Mondiaux 2015 à Kreischberg    |           | Argent     |

### Coupe du monde
- Meilleur classement général : 67e en 2014.
- Meilleur classement en slopestyle : 13e en 2013.
- 2 podiums dont 2 deuxièmes places.